# Sulabh International
Sulabh International est un organisme de service social basé en Inde qui travaille à la promotion des droits de l'homme, l'assainissement de l'environnement, les sources non traditionnelles d'énergie, la gestion des déchets et des réformes sociales à travers l'éducation. L'organisation compte 50 000 bénévoles.

## Historique
Sulabh a été fondé par le Docteur Bindeshwar Pathak en 1970 ,. 

## L'Institution
Le Programme des Nations unies pour les établissements humains a qualifié le système sanitaire de Sulabh d'« Urban Best Practice » (meilleure pratique urbaine) globale à la conférence Habitat II à Istanbul (Turquie), en juin 1996[réf. souhaitée]. Le Conseil économique et social des Nations unies a accordé à Sulabh le Statut Spécial Consultatif (en) en reconnaissance de son travail.

## Le Musée des toilettes de Sulabh International (Sulabh International Museum of Toilets)
Dans les locaux de Sulabh International à Delhi, l'entreprise gère un musée consacré à l'histoire des installations sanitaires et des toilettes,..